# Gossipol
Gossipol (C30H30O8) é um composto polifenólico de cor amarela, com características e propriedades físicas e químicas definidas. A semente do algodão pode conter quinze pigmentos diferentes do gossipol, em grânulos de cor amarela e rosado, sendo que no processamento das sementes, as grândulas se rompem e liberam o gossipol. Os sais de feno formam com o gossipol complexos que não podem ser absorvidos pelo organismo. Esta substância é encontrada nas plantas do gênero Gossypium. Pode ser utilizado como anticoncepcional masculino,  antioxidante de borrachas, estabilizante de polímeros vinílicos, inseticida potencial, etc.
Este pigmento interfere quando se utiliza o farelo de algodão na alimentação animal, deve ser tratado termicamente e utilizar sulfato ferroso; mesmo assim é altamente tóxico para animais monogástricos